# NGC 6317
NGC 6317 este o galaxie situată în constelația Dragonul. A fost descoperită în 2 iunie 1883 de către Lewis A. Swift.